# Alina Słabęcka
Alina Słabęcka (ur. 31 stycznia 1974 w Poznaniu) – polska koszykarka, grająca na pozycji skrzydłowej, posiadająca także francuskie obywatelstwo.
12 listopada 1995 roku ustanowiła rekord kariery, zdobywając 48 punktów, w spotkaniu ze Starem Starachowice. W ten sposób poprawiła swój poprzedni rezultat, wynoszący 46 punktów, uzyskany w wieku 18 lat, podczas rywalizacji z Polonią Warszawa. W sezonie 1995/96 została liderką strzelczyń ligi ze średnią ponad 26 punktów na mecz (26,1).
Jej rodzice Andrzej i Teresa byli także koszykarzami.

## Osiągnięcia
Na podstawie, o ile nie zaznaczono inaczej.
Drużynowe
- Mistrzyni Polski (1994)
- Wicemistrzyni Polski (1997)
- Brązowa medalistka mistrzostw Polski (1999, 2005)
- Zdobywczyni pucharu Polski (1999)
- Awans do najwyższej klasy rozgrywkowej (1991)
- Uczestniczka rozgrywek:
  - Eurocup (2005/06)
  - Pucharu Ronchetti (1996/97, 1998/99, 2000/01)
  - FIBA Europe Cup (2002/03)

Indywidualne
- Liderka strzelczyń PLKK (1996)

Reprezentacja
- Brązowa medalistka mistrzostw:
  - Europy U–18 (1992)
  - świata U–19 (1993)
- Uczestniczka:
  - mistrzostw świata (1994 – 13. miejsce)
  - kwalifikacji do Eurobasketu (1995, 1997)